# Ancylotrypa fossor
Ancylotrypa fossor is een spinnensoort uit de familie Cyrtaucheniidae. De soort komt voor in het midden van Afrika.